# Бастид, Сюзанна
Сюзанна Басдеван Бастид (фр. Suzanne Basdevant Bastid; 15 августа 1906 года ― 2 марта 1995 года) ― французский учёный-юрист, специалист в области международного публичного права. Судья Международного суда ООН.

## Биография
Сюзанна Мари Берта Басдеван родилась в Ренне, Бретань, 15 августа 1906 года. Её отцом был Жюль Басдеван, профессор юридического факультета Реннского университет. Она была старшей из семи детей. В 1918 году семья переехала в Париж, где Жюль Басдеван начал преподавать международное публичное право. Сюзанна училась в лицее Фенелона в Париже, затем начала изучать право.
Басдеван получила степень доктора права в 1930 году за диссертацию о государственных служащих в международных организациях. Это была первая крупная работа по этой теме, которая была признана образцовой. Она определила международного гражданского служащего как должностное лицо, назначаемое и направляемое представителями нескольких государств или организаций, осуществляющее свою деятельность от их имени в соответствии с межгосударственным соглашением, который имеют силу согласно особым правовым нормам исключительно в интересах этих государств. Басдевант заявил, что наиболее подходящей правовой основой для заключения контракта между государственными служащими международных организаций и органом, который их нанимает, является административное право. С тех пор эта теория неоднократно подтверждалась.
В 1932 году Басдеван заняла третье место на Конкурсе публичного права и стала первой женщиной, преподававшей на юридическом факультете. Она преподавала международное публичное право и другие предметы на юридическом факультете Университета Лиона с 1933 по 1946 год. Басдевен вышла замуж за Поля Бастида в 1937 году, профессора юридического факультета Парижского университета. Бастид был министром торговли на момент их свадьбы. У них было три дочери и сын. Она оставалась в Лионе во время Второй мировой войны и преподавала международное право в Институте политических исследований, который тогда переехал в Лион из Парижа. Во время немецкой оккупации её муж был членом Национального совета сопротивления.
В 1946 году Сюзанна Бастид стала преподавать на юридическом факультете Парижского университета международное право. Параллельно работала в Парижском институте политических исследований до 1977–1978 гг., после чего вышла на пенсию. Она стала широко известна как специалист в области международного права, и её приглашали читать лекции в различные ведущие институты по всему миру. С 1948 по 1966 год она была сотрудником Национального центра научных исследований (CNRS) в секции политических и юридических исследований. В 1955 году она основала журнал CNRS L'Annuaire français de droit internationale publique и была его главным редактором. Публично заявляла, что она выступает против договора о Европейском оборонном сообществе.
Бастид преподавала в Нью-Йорке и Пекине, а также ездила в командировки в Египет, Польшу, Португалию, Уругвай, Марокко, Ливан и Тайвань. Она была членом французской делегации в Генеральной Ассамблее Организации Объединенных Наций с 1949 по 1957 год. Входила в состав административного трибунала Организации Объединенных Наций и была судьей Международного суда ООН в споре между Тунисом и Ливией в 1982 года.
Её супруг скончался 29 октября 1974 года в возрасте 82 лет. Сюзанна Бастид умерла в Париже 2 марта 1995 года в возрасте 88 лет.

## Сочинения
- Suzanne Basdevant (1930). La Condition juridique des fonctionnaires internationaux (in French). Thèse pour le doctorat. Université de Paris. Faculté de droit. Paris: Recueil Sirey. p. 335.
- Suzanne Basdevant (1931). Les Fonctionnaires internationaux (in French). Gilbert Gidel, preface. Paris: Libr. du 'Recueil Sirey'. p. 335.
- Suzanne Bastid (1947). Droit international public (in French). Paris: les Cours de droit.
- Suzanne Bastid (1948). Droit international (in French). Paris: Institut d'études politiques. p. 88.
- Suzanne Bastid (1949). Droit des gens (in French). Paris: les Cours de droit.
- Suzanne Bastid (July–December 1949). "Le rattachement de Tende et de La Brigue". Revue générale de droit international public (in French). Paris: A. Pedone (3–4): 321–340.
- Suzanne Bastid (1949). Cours de droit international public (in French). Paris: les Cours de droit. p. 670.
- Suzanne Bastid (1952). La jurisprudence de la Cour internationale de justice (in French). Paris: Librairie du Recueil Sirey.
- Suzanne Bastid (1953). Cours de contentieux administratif (in French). Paris: les Cours de droit. p. 260.
- Suzanne Bastid (1953). Comparaison des démocraties d'Europe occidentale et des démocraties d'Europe orientale: Les moyens juridiques de réalisation de la coexistence pacifique des Etats en Europe (in French). Nancy: Centre européen universitaire. p. 58.
- Suzanne Bastid (1954). Droit des gens, le droit des crises internationales (in French). Paris: les Cours de droit. p. 377.
- Suzanne Bastid (October–December 1955). "Le Rôle de l'Europe aux Nations Unies". Revue générale de droit international public (in French). Paris: A. Pedone (4): 24.
- Suzanne Bastid (1956). Cours d'institutions internationales (in French). Paris: les Cours de droit. p. 476.
- Suzanne Bastid (1957). Droit des gens, principes généraux (in French). Paris: les Cours de droit.
- Suzanne Bastid (1958). Cours de droit international public approfondi (in French). Paris: les Cours de droit. p. 656.
- Suzanne Bastid (1961). "L'arbitrage international". Juris-classeur de droit international (in French). 245–249: 95.
- Suzanne Bastid (1968). Droit international public, le droit des organisations internationales (in French). Paris: les Cours de droit. p. 442.
- Suzanne Bastid (1972). Notice sur la vie et les travaux de Gabriel Le Bras 1811–1970 (in French). Paris: Institut de France. p. 24.
- Suzanne Bastid (1985). Les Traités dans la vie internationale: conclusion et effets (in French). Paris: Economica. p. 303.